# الی تانشیپ، میشیگان
الی تانشیپ (به انگلیسی: Ely Township) یک منطقهٔ مسکونی در ایالات متحده آمریکا است که در شهرستان مارکت، میشیگان واقع شده‌است. الی تانشیپ ۳۶۴٫۱ کیلومتر مربع مساحت و ۲٬۰۱۰ نفر جمعیت دارد و ۴۳۰ متر بالاتر از سطح دریا واقع شده‌است.